# Kacper Urbański
Kacper Urbański (Gdansk, Voivodato de Pomerania, 7 de septiembre de 2004) es un futbolista polaco. Juega de centrocampista y su equipo es el Bologna F. C. 1909 de la Serie A.

## Trayectoria
Nacido en Gdansk, comenzó su carrera en las inferiores del club local AP LOTOS Gdańsk, y en 2016 entró a la cantera del Lechia Gdańsk. Fue promovido al primer equipo en la temporada 2019-20 y debutó en la Ekstraklasa el 21 de diciembre de 2019 contra el Raków Częstochowa.
El 1 de febrero de 2021 fichó por el Bologna F. C. 1909 italiano. Debutó en su nuevo club el 13 de mayo ante el Genoa C. F. C. De este modo se convirtió en el jugador polaco más joven en jugar en la Serie A italiana.
El 25 de enero de 2025, tras haber jugado 39 partidos con el conjunto boloñés, fue cedido a la A. C. Monza para lo que quedaba de temporada.

## Selección nacional
Es internacional en categorías inferiores por Polonia. También los es con la absoluta, con la que debutó el 7 de junio de 2024 en un amistoso ante Ucrania.

### Participaciones en Eurocopas
| Copa          | Sede     | Resultado    | Partidos | Goles |
| ------------- | -------- | ------------ | -------- | ----- |
| Eurocopa 2024 | Alemania | Primera fase | 3        | 0     |

## Estadísticas

### Clubes
Actualizado al último partido disputado el 19 de abril de 2025.
| Club                        | Div.          | Temporada     | Liga  | Liga  | Copas nacionales | Copas nacionales | Copas internacionales | Copas internacionales | Total | Total |
| Club                        | Div.          | Temporada     | Part. | Goles | Part.            | Goles            | Part.                 | Goles                 | Part. | Goles |
| --------------------------- | ------------- | ------------- | ----- | ----- | ---------------- | ---------------- | --------------------- | --------------------- | ----- | ----- |
| Lechia Gdańsk · Polonia     | 1.ª           | 2019-20       | 3     | 0     | 0                | 0                | ―                     | ―                     | 3     | 0     |
| Lechia Gdańsk · Polonia     | 1.ª           | 2020-21       | 1     | 0     | 1                | 0                | ―                     | ―                     | 2     | 0     |
| Lechia Gdańsk · Polonia     | Total club    | Total club    | 4     | 0     | 1                | 0                | 0                     | 0                     | 5     | 0     |
| Bologna F. C. 1909 · Italia | 1.ª           | 2020-21       | 1     | 0     | 0                | 0                | ―                     | ―                     | 1     | 0     |
| Bologna F. C. 1909 · Italia | 1.ª           | 2021-22       | 1     | 0     | 0                | 0                | ―                     | ―                     | 1     | 0     |
| Bologna F. C. 1909 · Italia | 1.ª           | 2022-23       | 0     | 0     | 0                | 0                | ―                     | ―                     | 0     | 0     |
| Bologna F. C. 1909 · Italia | 1.ª           | 2023-24       | 22    | 0     | 3                | 0                | ―                     | ―                     | 25    | 0     |
| Bologna F. C. 1909 · Italia | 1.ª           | 2024-25       | 7     | 1     | 1                | 0                | 4                     | 0                     | 12    | 1     |
| Bologna F. C. 1909 · Italia | Total club    | Total club    | 31    | 1     | 4                | 0                | 4                     | 0                     | 39    | 1     |
| A. C. Monza · Italia        | 1.ª           | 2024-25       | 8     | 0     | ―                | ―                | ―                     | ―                     | 8     | 0     |
| A. C. Monza · Italia        | Total club    | Total club    | 8     | 0     | 0                | 0                | 0                     | 0                     | 8     | 0     |
| Total carrera               | Total carrera | Total carrera | 43    | 1     | 5                | 0                | 4                     | 0                     | 52    | 1     |
| 1. 2.                       |               |               |       |       |                  |                  |                       |                       |       |       |

## Vida personal
Su padre Przemysław  también fue futbolista.